# Чешка круна
Чешка круна (чеш. koruna česká; ИСО 4217 код: CZK, односно 203) је званична валута Чешке Републике од 1993. када је заједно са словачком круном заменила пређашњу чехословачку круну. Локална скраћеница валуте је Kč. Састоји се из 100 хелера (чеш. haléř). Круну издаје Чешка народна банка. Инфлација у 2007. је износила 2,4%.
Инфлација на годишњем нивоу је износила 2,4% у 2008. години. 
Курс према евру се током 2004, 2005 и 2006 одржавао на нивоу приближно 1EUR = 28CZK.
Увођење евра је планирано за 2013. али се испоставило да је овај план био превише оптимистичан.
Постоје кованице од 10*, 20*, 50 хелера и 1, 2, 5, 10, 20 и 50 круна. 
Новчанице су од 20, 50, 100, 200, 500, 1 000, 2 000 и 5 000 круна. 
(*Кованице од 10 и 20 хелера су повучене из оптицаја 1. новембра 2003)
| Слика | Слика  | Вредност | Димензије   | Главна боја        | Опис                                                            | Опис                                                               | Датум:   | Датум:    |  |
| Аверс | Реверс | Вредност | Димензије   | Главна боја        | Аверс                                                           | Реверс                                                             | штампања | issue     |  |
| ----- | ------ | -------- | ----------- | ------------------ | --------------------------------------------------------------- | ------------------------------------------------------------------ | -------- | --------- |  |
|       |        | 100 Kč   | 140 × 69 mm | Зелена и розе      | Карло IV, цар Светог римског царства                            | Карлов универзитет у Прагу                                         | 2018     | 5.9.2018  |  |
|       |        | 200 Kč   | 146 × 69 mm | Браон и наранџаста | Јан Амос Коменски, природњак, филозоф и политичар.              | Свет у сликама (Orbis pictus), прва је илустрована књига за децу   | 2018     | 5.9.2018  |  |
|       |        | 500 Kč   | 152 × 69 mm | Браон и розе       | Божена Њемцова, писац                                           | Laureate woman symbolizing all woman characters in Němcová's books | 2009     | 1.4.2009  |  |
|       |        | 1,000 Kč | 158 × 74 mm | Љубичаста          | Франтишек Палацки, историчар и политичар, вођа чешког препорода | Орао изнад замка Кромериж                                          | 2008     | 1.4.2009  |  |
|       |        | 2,000 Kč | 164 × 74 mm | Зелена             | Ема Дестинова, оперска певачица                                 | Еутерпа и виолина                                                  | 2007     | 2.7.2007  |  |
|       |        | 5,000 Kč | 170 × 74 mm | Плава и љубичаста  | Томаш Масарик, први председник Чехословачке                     | Зграде у Прагу, Катедрала Светог Вида                              | 2009     | 1.12.2009 |  |